# 广州市市长列表

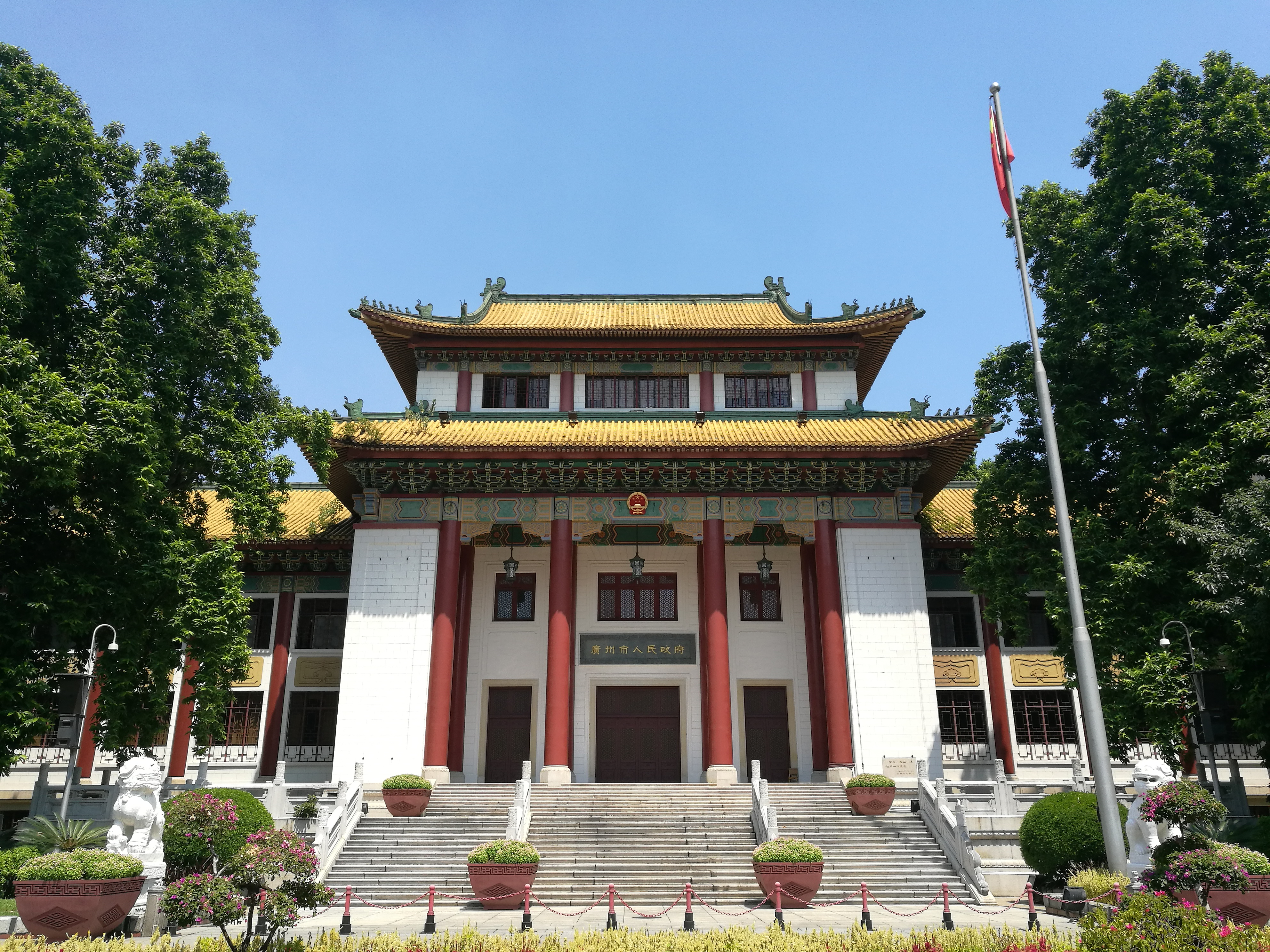
广州市人民政府

本表列出中国广州市自1921年建市后历任市长或相应职务者：

## 中華民國時期

### 前期（1921—1938）
1. 孙科：1921年2月15日广州市政厅成立，孙科为为首任市长。
2. 吴飞：1922年7月起任市长。
3. 金章：1922年12月起任市长。
4. 林云陔：1923年2月8日起任市长。
5. 孙科：1923年2月26日起再任市长。
6. 李福林：1924年9月起任市长。
7. 伍朝枢：1925年7月，广州市政厅改组为广州市政府，实行委员会制。伍朝枢任市政委员会委员长。
8. 孙科：1926年6月起任市政委员会委员长，第三度領導廣州市。
9. 林云陔：1927年5月起任市政委员会委员长。
10. 甘乃光：1927年11月起任市政委员会委员长。
11. 林云陔：1928年5月恢复市长制。1929年10月改特别市。1930年6月仍改省辖市。林云陔任市长。
12. 程天固：1931年6月起任市长。
13. 刘纪文：1932年3月起任市长。
14. 曾养甫：1936年8月起任市长。1938年10月21日起广州被日本占领

### 淪陷时期（1938—1945）
1. 彭东原：汪精卫政权广州市长（1940年-1941年），曾任广东治安维持委员会委员长。
2. 关仲羲：汪精卫政权广州市长（1941年-）
3. 周化人：汪精卫政权广州市长（-1942年6月2日）
4. 陳耀祖：汪精卫政权广州市长（1942年6月2日-1942年10月27日）
5. 周应湘：汪精卫政权广州市长（1942年10月27日-1943年2月2日）
6. 汪屺：汪精卫政权广州市长（1943年2月2日-1943年9月21日）
7. 张焯堃：汪精卫政权广州市长（1943年9月21日-1945年）

### 光復後（1945—1949）
1. 陈策：1945年9月抗日战争结束后，1946年1月广州为省辖市，陈策任市长。
2. 欧阳驹：1946年6月任市长，1947年7月改为行政院院辖市。
3. 李扬敬：1949年10月6日接任市长，同月13日因國共內戰失利而逃至海南島。

## 中华人民共和国时期
1. 叶剑英：1949年10月28日成立广州市人民政府，叶剑英任市长。
2. 何伟：1952年12月任市长。1953年3月12日广州市改为中央直辖市。1955年1月1日广州市改为广东省辖市。同年1月15日广州市人民政府改为广州市人民委员会。
3. 朱光：1955年1月任市长。
4. 曾生：1960年11月任市长。
5. 黄荣海：1967年3月15日成立广州市军事管制委员会，1968年2月21日成立广州市革命委员会，黄荣海任军管会、革委会主任。
6. 焦林义：1972年12月任革委会主任。
7. 杨尚昆：1979年3月任革委会主任。
8. 梁灵光：1981年9月，广州市革委会改为市人民政府，梁灵光任市长。
9. 叶选平：1983年7月任市长。
10. 朱森林：1985年8月任市长。
11. 杨资元：1988年6月任市长。
12. 黎子流：1990年6月7日任代理市长，后任市长。
13. 林树森：1996年任代市长，1997年任市长。
14. 张广宁：2003年4月任市长。
15. 万庆良：2010年4月16日任市长。
16. 陈建华：2011年12月20日任代市长[1]，2012年1月11日任市长[2]。
17. 温国辉：2016年1月任市长[3]。
18. 郭永航：2021年12月任代市长[4]，2022年1月任市长[5]。
19. 孙志洋：2023年10月任代市长[6]，2024年1月任市长[7][8]。